# David di Donatello 2023
La premiazione della 68ª edizione dei David di Donatello si è svolta il 10 maggio 2023 negli Studi Lumina a Roma.
L'evento è stato trasmesso su Rai 1 ed è stato presentato dal conduttore televisivo Carlo Conti, affiancato da Matilde Gioli. Le candidature sono state annunciate il 30 marzo 2023.

## Vincitori e candidati
Le opere o le persone vincitrici sono indicate in grassetto.
Miglior film
- Le otto montagne, regia di Felix Van Groeningen e Charlotte Vandermeersch
- Esterno notte, regia di Marco Bellocchio
- Il signore delle formiche, regia di Gianni Amelio
- La stranezza, regia di Roberto Andò
- Nostalgia, regia di Mario Martone

Miglior regia
- Marco Bellocchio -  Esterno notte
- Gianni Amelio - Il signore delle formiche
- Roberto Andò - La stranezza
- Felix Van Groeningen e Charlotte Vandermeersch - Le otto montagne
- Mario Martone - Nostalgia

Miglior regista esordiente
- Giulia Steigerwalt - Settembre
- Carolina Cavalli - Amanda
- Jasmine Trinca - Marcel!
- Niccolò Falsetti - Margini
- Vincenzo Pirrotta - Spaccaossa

Migliore sceneggiatura originale
- Roberto Andò, Ugo Chiti e Massimo Gaudioso - La stranezza
- Gianni Di Gregorio e Marco Pettenello - Astolfo
- Susanna Nicchiarelli - Chiara
- Marco Bellocchio, Stefano Bises, Ludovica Rampoldi e Davide Serino - Esterno notte
- Gianni Amelio, Edoardo Petti e Federico Fava - Il signore delle formiche
- Emanuele Crialese, Francesca Manieri e Vittorio Moroni - L'immensità

Migliore sceneggiatura adattata
- Felix Van Groeningen e Charlotte Vandermeersch - Le otto montagne
- Salvatore Mereu - Bentu
- Massimo Gaudioso e Kim Rossi Stuart - Brado
- Francesca Archibugi, Laura Paolucci e Francesco Piccolo - Il colibrì
- Mario Martone e Ippolita Di Majo - Nostalgia

Miglior produttore
- Angelo Barbagallo per Bibi Film, Attilio De Razza per Tramp Limited con Medusa Film e Rai Cinema - La stranezza
- Lorenzo Mieli per The Apartment e Simone Gattoni per Kavac Film - Esterno notte
- Wildside, Rufus, Menuetto, Pyramide Productions, Vision Distribution in collaborazione con Elastic, con la partecipazione di Canal+ e Cine+ in collaborazione con Sky - Le otto montagne
- Medusa Film, Maria Carolina Terzi, Luciano e Carlo Stella per Mad Entertainment, Roberto Sessa per Picomedia e Angelo Laudisa per Rosebud Entertainment Pictures - Nostalgia
- Carla Altieri e Roberto De Paolis per Young Films e Nicola Giuliano, Francesca Cima, Carlotta Calori e Viola Prestieri per Indigo Film con Rai Cinema - Princess

Miglior attrice protagonista
- Barbara Ronchi - Settembre
- Margherita Buy - Esterno notte
- Penélope Cruz - L'immensità
- Claudia Pandolfi - Siccità
- Benedetta Porcaroli - Amanda

Miglior attore protagonista
- Fabrizio Gifuni - Esterno notte
- Alessandro Borghi - Le otto montagne
- Ficarra e Picone - La stranezza
- Luigi Lo Cascio - Il signore delle formiche
- Luca Marinelli - Le otto montagne

Migliore attrice non protagonista
- Emanuela Fanelli - Siccità
- Giulia Andò - La stranezza
- Giovanna Mezzogiorno - Amanda
- Daniela Marra - Esterno notte
- Aurora Quattrocchi - Nostalgia

Miglior attore non protagonista
- Francesco Di Leva - Nostalgia
- Elio Germano - Il signore delle formiche
- Fausto Russo Alesi - Esterno notte
- Toni Servillo - Esterno notte
- Filippo Timi - Le otto montagne

Migliore autore della fotografia
- Ruben Impens - Le otto montagne
- Francesco Di Giacomo - Esterno notte
- Giovanni Mammolotti - I racconti della domenica - La storia di un uomo perbene
- Maurizio Calvesi - La stranezza
- Paolo Carnera - Nostalgia

Miglior compositore
- Stefano Bollani - Il pataffio
- Fabio Massimo Capogrosso - Esterno notte
- Michele Braga ed Emanuele Bossi - La stranezza
- Daniel Norgren - Le otto montagne
- Franco Piersanti - Siccità

Migliore canzone originale
- Proiettili (ti mangio il cuore) (musica di Joan Thiele, Elisa Toffoli ed Emanuele Triglia, testo e interpretazione di Elodie e Joan Thiele) - Ti mangio il cuore
- Se mi vuoi (musica, testo e interpretazione di Diodato) - Diabolik - Ginko all'attacco!
- Caro amore lontanissimo (musica di Sergio Endrigo, testo di Riccardo Sinigallia, interpretata da Marco Mengoni) - Il colibrì
- Culi culagni (musica di Stefano Bollani, testo di Luigi Malerba e Stefano Bollani, interpretata da Stefano Bollani) - Il pataffio
- La palude (musica e testo di Niccolò Falsetti, Giacomo Pieri, Alessio Ricciotti e Francesco Turbanti, interpretata da Francesco Turbanti, Emanuele Linfatti e Matteo Creatini) - Margini

Miglior scenografo
- Giada Calabria e Loredana Raffi - La stranezza
- Andrea Castorina, Marco Martucci e Laura Casalini - Esterno notte
- Marta Maffucci e Carolina Ferrara - Il signore delle formiche
- Tonino Zera, Maria Grazia Schirippa e Marco Bagnoli - L'ombra di Caravaggio
- Massimiliano Nocente e Marcella Galeone - Le otto montagne

Miglior costumista
- Maria Rita Barbera - La stranezza
- Massimo Cantini Parrini - Chiara
- Daria Calvelli - Esterno notte
- Valentina Monticelli - Il signore delle formiche
- Carlo Poggioli - L'ombra di Caravaggio

Miglior trucco
- Enrico Iacoponi - Esterno notte
- Federico Laurenti e Lorenzo Tamburini - Dante
- Paola Gattabrusi e Lorenzo Tamburini - Il colibrì
- Esmé Sciaroni - Il signore delle formiche
- Luigi Rocchetti - L'ombra di Caravaggio

Migliore acconciatura
- Desiree Corridoni - L'ombra di Caravaggio
- Alberta Giuliani - Esterno notte
- Samantha Mura - Il signore delle formiche
- Daniela Tartari - L'immensità
- Rudy Sifari - La stranezza

Miglior montatore
- Francesca Calvelli con la collaborazione di Claudio Misantoni - Esterno notte
- Simona Paggi - Il signore delle formiche
- Esmeralda Calabria - La stranezza
- Nico Leunen - Le otto montagne
- Jacopo Quadri - Nostalgia

Miglior suono
- Le otto montagne
- Esterno notte
- Il signore delle formiche
- La stranezza
- Nostalgia

Migliori effetti speciali visivi
- Marco Geracitano - Siccità
- Alessio Bertotti e Filippo Robino - Dampyr
- Simone Silvestri e Vito Picchinenna - Diabolik - Ginko all'attacco!
- Massimo Cipollina - Esterno notte
- Rodolfo Migliari - Le otto montagne

Miglior documentario
- Il cerchio, regia di Sophie Chiarello
- In viaggio, regia di Gianfranco Rosi
- Kill me if you can, regia di Alex Infascelli
- La timidezza delle chiome, regia di Valentina Bertani
- Svegliami a mezzanotte, regia di Francesco Patierno

Miglior cortometraggio
- Le variabili dipendenti, regia di Lorenzo Tardella
- Albertine Where Are You?, regia di Maria Guidone
- Ambasciatori, regia di Francesco Romano
- Il barbiere complottista, regia di Valerio Ferrara
- Lo chiamavano Cargo, regia di Marco Signoretti

Miglior film internazionale
- The Fabelmans, regia di Steven Spielberg
- Bones and All, regia di Luca Guadagnino
- Elvis, regia di Baz Luhrmann
- Licorice Pizza, regia di Paul Thomas Anderson
- Triangle of Sadness, regia di Ruben Östlund

David Giovani
- L'ombra di Caravaggio, regia di Michele Placido
- Corro da te, regia di Riccardo Milani
- Il colibrì, regia di Francesca Archibugi
- La stranezza, regia di Roberto Andò
- Le otto montagne, regia di Felix Van Groeningen e Charlotte Vandermeersch

 David speciale 
- Marina Cicogna - alla carriera
- Isabella Rossellini
- Enrico Vanzina

David dello spettatore
- Il grande giorno, regia di Massimo Venier - 1 013 812 spettatori